# Michel Goulet
Michel Goulet, född 21 april 1960 i Péribonka, Québec, är en kanadensisk före detta professionell ishockeyspelare som spelade i NHL från 1979 till 1994 för Quebec Nordiques och Chicago Blackhawks. Han spelade också en säsong i WHA för Birmingham Bulls.
Goulet valdes in i Hockey Hall of Fame 1998.

## Junior
Michel Goulet spelade juniorhockey för Quebec Remparts i QMJHL från 1976 till 1978, där han sammanlagt under två säsonger gjorde 90 mål och 80 assists för totalt 170 poäng tillsammans med 118 utvisningsminuter. I slutspelet gjorde han 3 mål och 9 assists för 12 poäng på 15 matcher.

## WHA
Michel Goulet började sin professionella ishockeykarriär i Birmingham i den amerikanska södern i WHA-laget Birmingham Bulls säsongen 1978–79, och gjorde 28 mål och 30 assists för totalt 58 poäng på 78 matcher. Då WHA slogs samman med NHL inför säsongen 1979–80 blev Goulet behörig för 1979 års NHL-draft där han valdes av Quebec Nordiques som 20:e spelare totalt.

## NHL
Goulet debuterade i NHL säsongen 1979–80 och gjorde 22 mål och 32 assists för totalt 54 poäng på 77 matcher som rookie. Goulets poängproduktion skulle öka för varje säsong under hans fem första år i ligan och kulminerade säsongen 1983–84 då han gjorde 56 mål och 65 assists för totalt 121 poäng, vilket gav honom en tredjeplats i den totala poängligan. Under 1980-talet gjorde Goulet 40 mål eller fler sju raka säsonger och 50 mål eller fler fyra raka säsonger, och tillsammans med Peter Šťastný utgjorde han en fruktad offensiv i Quebec. Som bäst nådde Goulet två semifinaler i Stanley Cup-slutspelet med Nordiques, 1982 och 1985.
Säsongen 1989–90 hade Goulets stjärna falnat något och Quebec Nordiques, som låg i botten av tabellen, bytte bort honom till Chicago Blackhawks 5 mars 1990.
I Chicago spelade Goulet bland annat i en framgångsrik kedja med Jeremy Roenick och Steve Larmer. 1992 nådde Blackhawks Stanley Cup-final där man dock förlorade i fyra raka matcher mot Pittsburgh Penguins.
Goulet spelade i Blackhawks fram till och med säsongen 1993–94 då en otäck olycka satte punkt för hans spelarkarriär. Under en bortamatch mot Montreal Canadiens 16 mars 1994 föll Goulet olyckligt och for in sargen med huvudet. Han ådrog sig en allvarlig hjärnskakning och låg i koma i en vecka. Som ett resultat av skadan var han tvungen att sluta med ishockeyn.

## Internationellt
Goulet spelade en VM-turnering för Kanada 1983, där Kanada kom trea, och två Canada Cup-turneringar 1984 och 1987 i vilka Kanada vann guld. 

## Efter spelarkarriären
Efter att ha slutat som spelare arbetade Michel Goulet inom Colorado Avalanches organisation som Director of Player Personnel, spelaransvarig, bredvid general managern Pierre Lacroix. Som en del av Colorado Avalanches ledarstab vann han Stanley Cup två gånger, 1996 och 2001.
Han har därefter arbetat som scout för Calgary Flames.

## Meriter
- NHL First All-Star Team – 1984, 1986, 1987
- NHL Second All-Star Team – 1983, 1988
- Michel Goulets tröja #16 pensionerad av Quebec Nordiques 1995
- 548 mål, 604 assists och 1152 poäng i NHL
- Canada Cup – 1984, 1987
- Invald i Hockey Hall of Fame 1998

## Statistik

### Klubbkarriär
| 1976–77      | Quebec Remparts    | QMJHL        | 37   | 17  | 18  | 35   | 9   | 14 | 3  | 8  | 11 | 19  |
| 1977–78      | Quebec Remparts    | QMJHL        | 72   | 73  | 62  | 135  | 109 | 1  | 0  | 1  | 1  | 0   |
| 1978–79      | Birmingham Bulls   | WHA          | 78   | 28  | 30  | 58   | 65  | —  | —  | —  | —  | —   |
| 1979–80      | Quebec Nordiques   | NHL          | 77   | 22  | 32  | 54   | 48  | —  | —  | —  | —  | —   |
| 1980–81      | Quebec Nordiques   | NHL          | 76   | 32  | 39  | 71   | 45  | 4  | 3  | 4  | 7  | 7   |
| 1981–82      | Quebec Nordiques   | NHL          | 80   | 42  | 42  | 84   | 48  | 16 | 8  | 5  | 13 | 6   |
| 1982–83      | Quebec Nordiques   | NHL          | 80   | 57  | 48  | 105  | 51  | 4  | 0  | 0  | 0  | 6   |
| 1983–84      | Quebec Nordiques   | NHL          | 75   | 56  | 65  | 121  | 76  | 9  | 2  | 4  | 6  | 17  |
| 1984–85      | Quebec Nordiques   | NHL          | 69   | 55  | 40  | 95   | 55  | 17 | 10 | 11 | 21 | 17  |
| 1985–86      | Quebec Nordiques   | NHL          | 75   | 53  | 51  | 104  | 64  | 3  | 1  | 2  | 3  | 10  |
| 1986–87      | Quebec Nordiques   | NHL          | 75   | 49  | 47  | 96   | 61  | 13 | 9  | 5  | 14 | 35  |
| 1987–88      | Quebec Nordiques   | NHL          | 80   | 48  | 58  | 106  | 56  | —  | —  | —  | —  | —   |
| 1988–89      | Quebec Nordiques   | NHL          | 69   | 26  | 38  | 64   | 67  | —  | —  | —  | —  | —   |
| 1989–90      | Quebec Nordiques   | NHL          | 57   | 16  | 29  | 45   | 42  | —  | —  | —  | —  | —   |
| 1989–90      | Chicago Blackhawks | NHL          | 8    | 4   | 1   | 5    | 9   | 14 | 2  | 4  | 6  | 6   |
| 1990–91      | Chicago Blackhawks | NHL          | 74   | 27  | 38  | 65   | 65  | —  | —  | —  | —  | —   |
| 1991–92      | Chicago Blackhawks | NHL          | 75   | 22  | 41  | 63   | 69  | 9  | 3  | 4  | 7  | 6   |
| 1992–93      | Chicago Blackhawks | NHL          | 63   | 23  | 21  | 44   | 43  | 3  | 0  | 1  | 1  | 0   |
| 1993–94      | Chicago Blackhawks | NHL          | 56   | 16  | 14  | 30   | 26  | —  | —  | —  | —  | —   |
| QMJHL totalt | QMJHL totalt       | QMJHL totalt | 109  | 90  | 80  | 170  | 118 | 15 | 3  | 9  | 12 | 19  |
| WHA totalt   | WHA totalt         | WHA totalt   | 78   | 28  | 30  | 58   | 65  | —  | —  | —  | —  | —   |
| NHL totalt   | NHL totalt         | NHL totalt   | 1089 | 548 | 604 | 1152 | 825 | 92 | 39 | 39 | 78 | 110 |

### Internationellt
| År            | Lag    | Turnering |    | Matcher | Mål | Assist | Poäng | Utv |
| ------------- | ------ | --------- | -- | ------- | --- | ------ | ----- | --- |
| 1983          | Kanada | VM        | 10 | 1       | 8   | 9      | 6     |     |
| 1984          | Kanada | CC        | 8  | 5       | 6   | 11     | 0     |     |
| 1987          | Kanada | CC        | 8  | 2       | 3   | 5      | 0     |     |
| Senior totalt |        |           |    |         |     |        |       |     |